# Madis
Madis, właśc. Amadeusz Małkowski (ur. 31 października 1987 w Krakowie) – polski kompozytor i producent muzyki elektronicznej charakteryzującej się nowoczesnymi brzmieniami połączonymi z dźwiękami „starej szkoły” muzyki elektronicznej.  

## Życiorys

### Dzieciństwo i młodość
Amadeusz dorastał w domu wypełnionym muzyką elektroniczną Jean-Michel Jarre’a, Tangerine Dream, Klausa Schulzego czy Kraftwerk, co jak się potem okazało, miało duży wpływ na jego dalsze życie. Pierwszym instrumentem, który otrzymał od rodziców był elektroniczny keyboard. W szkole podstawowej talent Amadeusza zauważył nauczyciel muzyki, który namówił jego mamę, aby zapisała go do szkoły muzycznej. Tam zaczął pobierać lekcje nauki gry na fortepianie. W tym okresie dał kilka koncertów, m. in. w krakowskiej Operetce, podczas którego wraz z koleżanką zagrał utwór na cztery ręce. Po trzech latach w szkole muzycznej Amadeusz zrezygnował z dalszej nauki gry na fortepianie z powodu fascynacji muzyką elektroniczną. Marzeniem 17-to letniego Madisa było sprawdzenie się jako DJ, w 2005 roku rozpoczął 12-to letnią karierę DJ w krakowskich klubach muzycznych, na swoich występach tworzył mixy z wykorzystaniem mashupu, łącząc utwory muzyczne różnych stylów muzycznych, np. R’n’B, hip-hop i house z domieszką pop.
Z biegiem lat, ze względu na konieczność podporządkowania się pod klubowy mainstream, który ówcześnie zmierzał w kierunku, który nie odpowiadał Madisowi, kariera DJ-ska powoli przestawała go satysfakcjonować. Zaczął podążać własną ścieżką, którą było komponowanie i produkcja własnej muzyki.

### Początki twórczości
Jego twórczość rozpoczęła w kącie jednopokojowego mieszkania gdzie stworzył własne studio muzyczne. W 2013 roku praca zaowocowała wydaniem EP-ki „Ocean Rain” i nabrała tempa dwa lata później, kiedy to zremiksował motyw z filmu „Interstellar” kompozycji Hansa Zimmera utrzymany w elektronicznym stylu z elementami muzyki trance. Szybko okazało się, że utwór wpadł w ucho słuchaczom i zdobywa coraz większą popularność na YouTube, gdzie został odtworzony już ponad 25 milionów razy. To zmotywowało go do pójścia za ciosem i stworzenia już nie remiksu, ale w pełni autorskiego utworu.
Kolejną produkcją jest singiel „Desert Of Lost Souls”, tym razem zainspirowany brzmieniami Jean-Michel Jarre’a. Singiel ten trzy lata później zremiksował legendarny producent muzyki trance Alex M.O.R.P.H. Remiks kilkukrotnie prezentowano w jednej z najpopularniejszych audycji radiowych, „A State Of Trance”, której gospodarzem jest Armin van Buuren.  

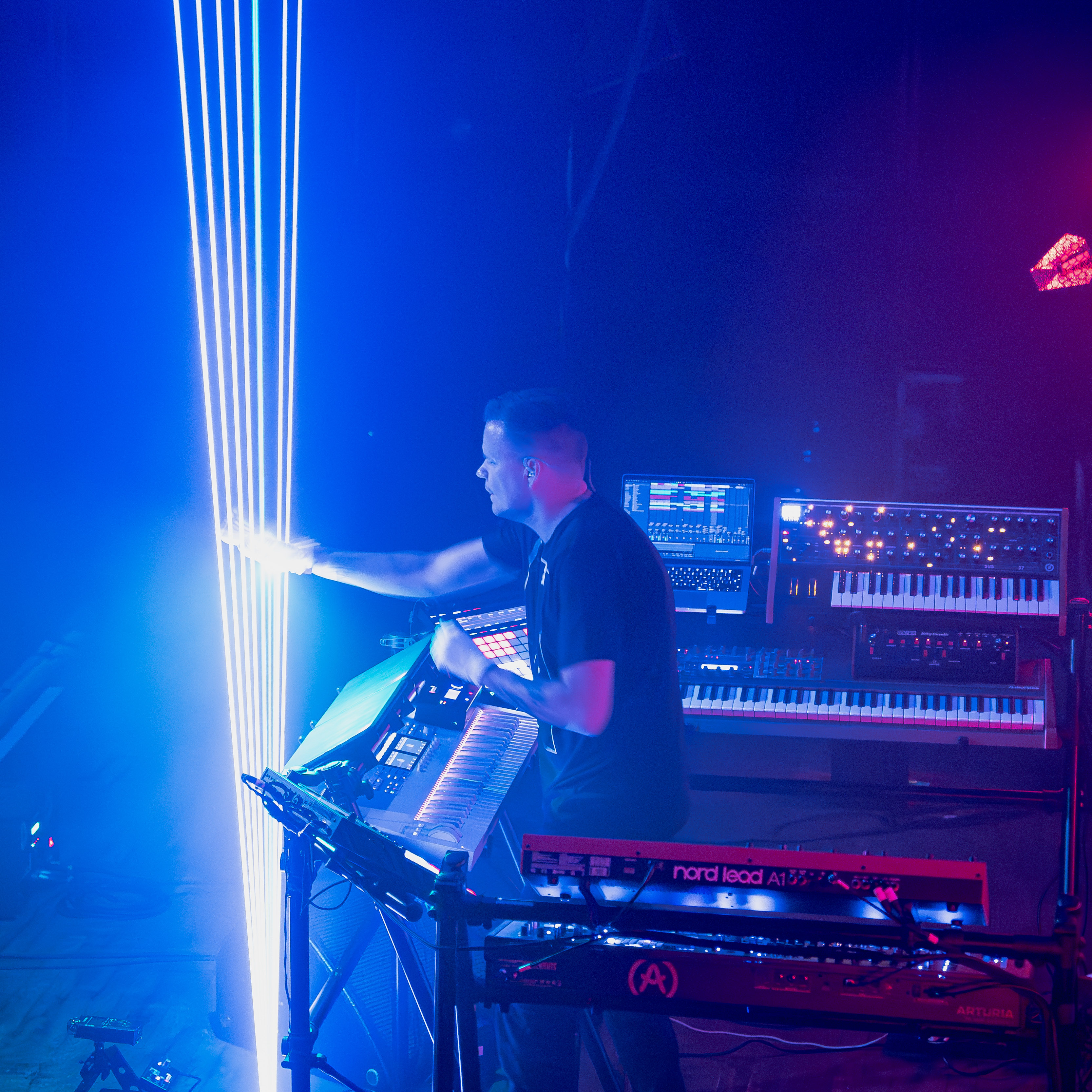
Koncert w warszawskiej „Stodole”, Madis gra na harfie laserowej

W lipcu 2019 roku, z okazji 50. rocznicy lądowania Apollo 11 na Księżycu, swoją premierę miał utwór „Carrying The Fire”, który jednocześnie był zapowiedzią debiutanckiego albumu Madisa – „Sea of Tranquility”. Jak się okazało, „Carrying The Fire” był strzałem w dziesiątkę, w serwisie YouTube do czerwca 2025 uzyskał ponad 10 milionów odsłon. Singiel stał się również częścią legendarnej kompilacji „In Search Of Sunrise 16”, za którą odpowiedzialny był włoski DJ i producent Giuseppe Ottaviani.  
We wrześniu 2019 r. Madis był gościem na uroczystym otwarciu European Rover Challenge w Kielcach, podczas którego wykonał swój debiutancki koncert, uświetniając 50. rocznicę lądowania pierwszych ludzi na Księżycu specjalnie na tę okazję skomponowanymi utworami.
W marcu 2020 roku Madis wydał swój debiutancki album „Sea of Tranquility”, inspirowany Srebrnym Globem i stanowiący jednocześnie drugą część trylogii o podboju Kosmosu przez człowieka.
Również w 2020 roku ukazała się EP-ka „Hometown” inspirowana rodzinnym miastem Amadeusza – Krakowem. Autor umieścił w niej dźwięki hejnału mariackiego oraz z Huty im. Tadeusza Sendzimira. EP został wydany w serii limitowanej, na pomarańczowym winylu symbolizującym zachodzące słońce.
W latach 2020 i 2021 Madis zagrał 2 koncerty online transmitowane na YouTube z powodu panującej w tamtym okresie pandemii COVID 19, za których organizację oraz produkcję odpowiedzialny był zmarły w 2025 roku dyrektor Muzeum Historii Komputerów i Informatyki w Katowicach, Krzysztof Chwałowski.

### Rozwój

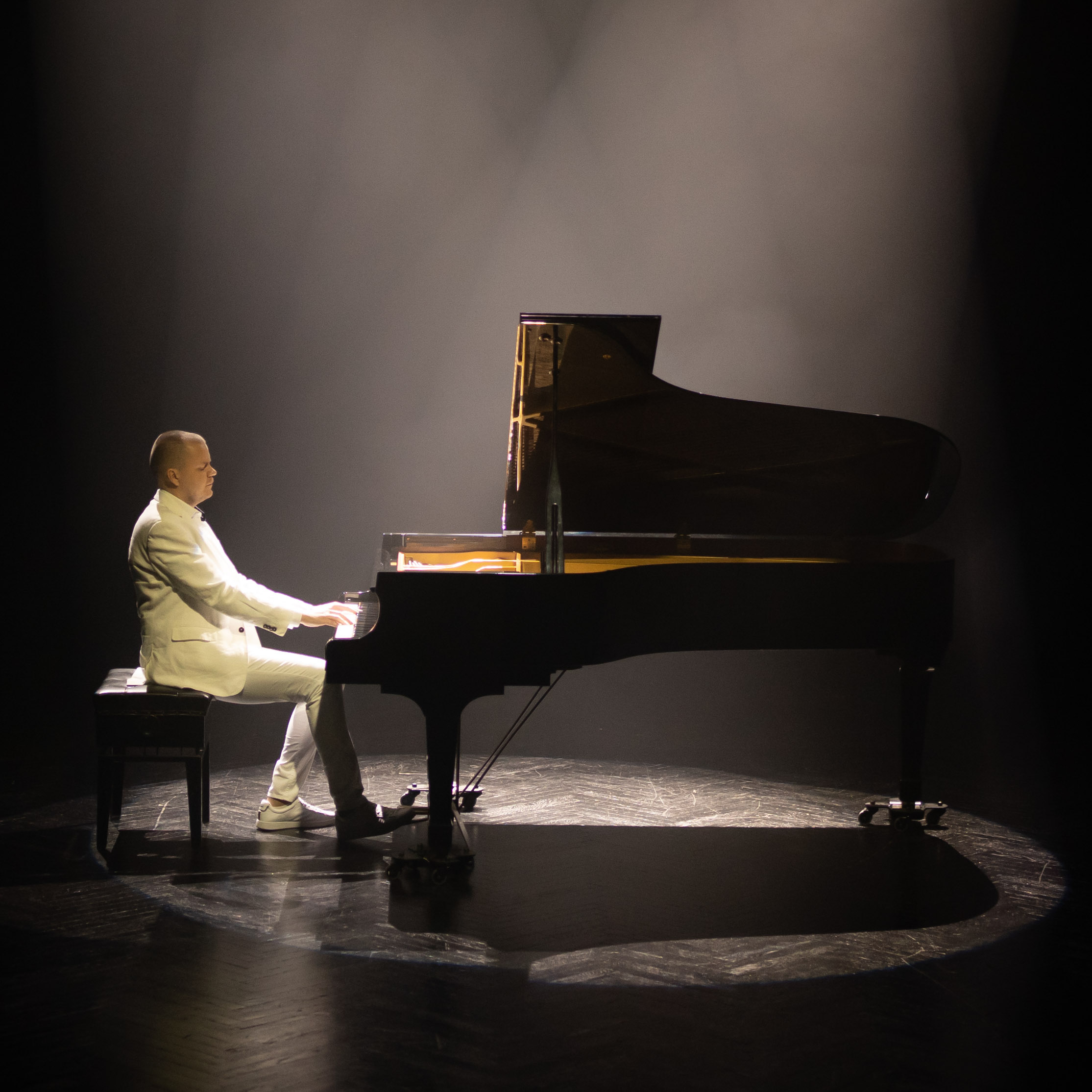
Madis podczas gry na fortepianie

W kwietniu 2022 roku ukazał się drugi studyjny album Madisa zatytułowany „Sail” na którym usłyszeć można wiele muzycznych eksperymentów - od wpadających w ucho rytmicznych melodii, przez mroczne sekwencje, po elementy muzyki klasycznej, a nawet rockowej. Na albumie można usłyszeć: głos włoskiej wokalistki Kyrah Aylin, instrumenty smyczkowe, fortepian, a także gitarowe brzmienia polskiego gitarzysty Jacka Królika.
Również w tym roku Madis podjął współpracę z Kebu, fińskim twórcą muzyki elektronicznej, efektem czego w czerwcu 2025 premierę miał ich wspólny singiel „Mentes Determinadas”.

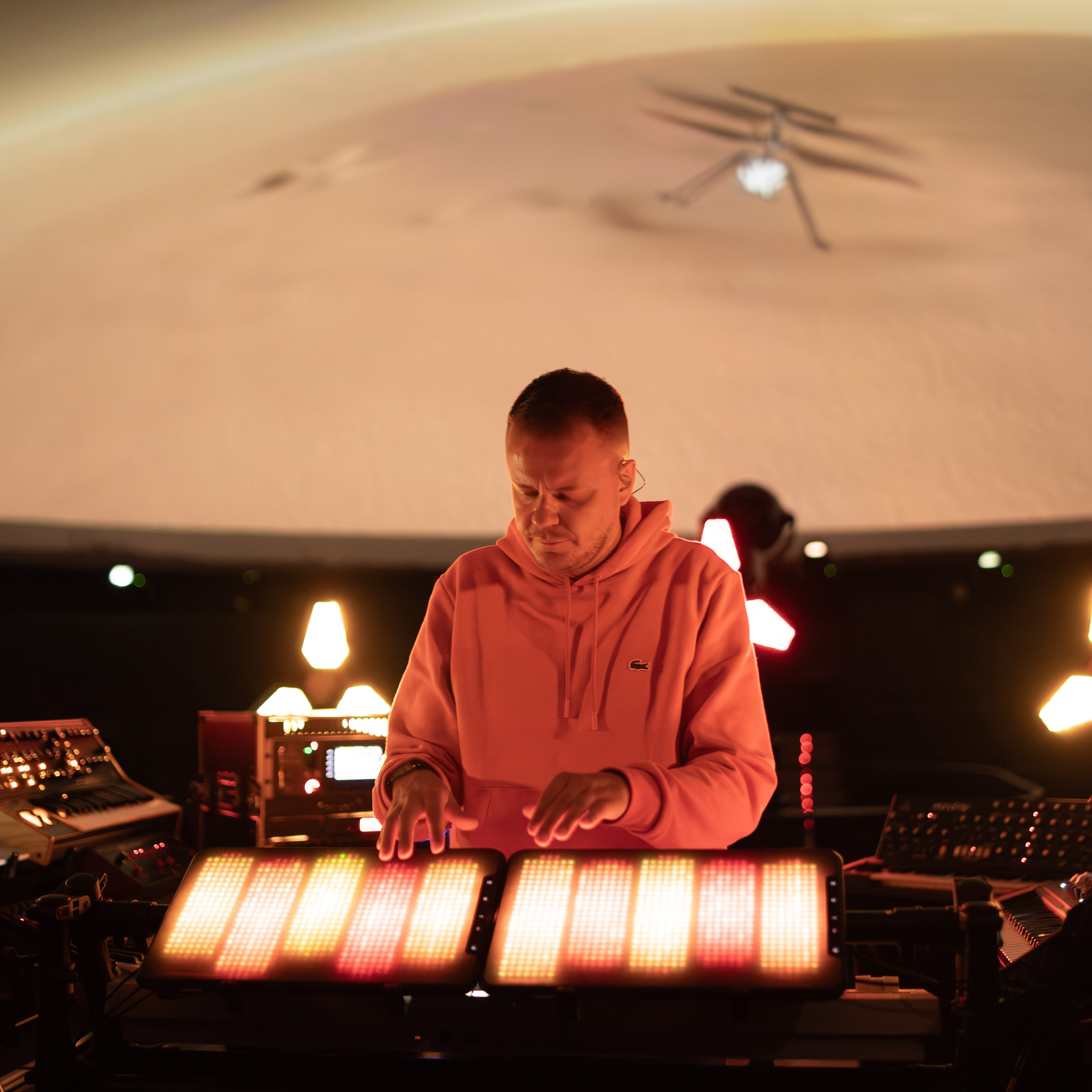
Madis grający na dotykowych instrumentach ekspresyjnych

Sierpień 2023 roku przyniósł trzeci studyjny album Madisa, „Plains of Elysium”, będący trzecią częścią trylogii i kontynuacją „Sea of Tranquility”. Tym razem celem muzycznej podróży jest planeta Mars jako kolejny krok w eksploracji kosmosu przez człowieka. Wydawnictwo zawiera siedem utworów i oprócz wersji cyfrowej jest również dostępne na płycie CD i winylu.
W marcu 2025 premierę miał album „Elements of Life”, ostatni z trylogii, natomiast stanowiący jej pierwszą część. Krążek opowiada o naszym domu – Ziemi.
W czerwcu 2025 światło dzienne ujrzał singiel wydany we współpracy z fińskim kompozytorem i mistrzem analogowych syntezatorów - Kebu. Utwór „Mentes Determinadas” to połączenie dwóch, kompletnie różnych stylów muzycznych obu artystów. Do utworu powstał również wideoklip, na którym zobaczyć można zakulisową historię ich spotkania i współpracy przy tworzeniu wspólnego singla.

## Instrumentarium
Lista instrumentów i urządzeń muzycznych, którymi posługiwał się Madis w czasie swojej kariery (stan na 29.07.2025):
- Roland D-50
- Novation Ultranova
- Korg MicroKorg
- Roland JP-8000
- Roland System-1
- Roland System-8
- Behringer Deepmind 12
- Roland TR8S
- Nord Lead A1
- Korg Wavestate
- Novation Peak
- Moog Subsequent 37
- Behringer MonoPoly
- Access Virus TI2 Keyboard
- Akai Force
- Arturia Polybrute
- Behringer Solina
- Expressive E Osmose
- Erae Touch
- Waldorf Quantum MK2

## Dyskografia

### Albumy
Źródło informacji
- 27 marca 2020 – Sea of Tranquility
- 29 kwietnia 2022 – Sail
- 18 sierpnia 2023 – Plains of Elysium
- 28 marca 2025 – Elements of Life

### Minialbumy
Źródło informacji
- 2013 – Ocean Rain EP
- 1 maja 2020 – Sea of Tranquility (Ambient Edit)
- 4 września 2020 – Hometown EP

### Albumy koncertowe
- 20 października 2023 – Live in Krakow[8].

### Single
Źródło informacji
- 2013 – Under The Sea
- 31 marca 2018 – Nightwalk
- 14 października 2018 – Desert Of Lost Souls
- 20 lipca 2019 – Carrying The Fire
- 27 sierpnia 2020 – Cracow Sunset
- 4 grudnia 2020 – Ironworks
- 24 grudnia 2021 – Sea of Tranquility Part 1 (Re-Vision)
- 15 kwietnia 2022 – Siren’s Symphony (with Kyrah Aylin)
- 13 maja 2022 – Meduza
- 7 lipca 2023 – Mount Olympus
- 4 sierpnia 2023 – Redstorm
- 1 września 2023 – Plains of Elysium
- 28 czerwca 2024 – Mount Olympus (Re-Vision)
- 12 lipca 2024 – Cracow Sunset (Re-Vision)
- 20 grudnia 2024 – Northern Lights
- 14 marca 2025 – Deus Solis
- 18 kwietnia 2025 – Elements of Life
- 20 czerwca 2025 – Mentes Determinadas (with Kebu)

### Remiksy i covery
- 15 lutego 2015 – Hans Zimmer - S.T.A.Y. (Madis Cover)
- 4 marca 2018 – Jean-Michel Jarre – Oxygene 8 (Madis Cover)
- 13 października 2023 – Vangelis – Conquest of Paradise (Madis Tribute Cover)
- 21 czerwca 2024 – Samuel Barber – Adagio for Strings (Madis Cover)

## Koncerty
Źródło informacji

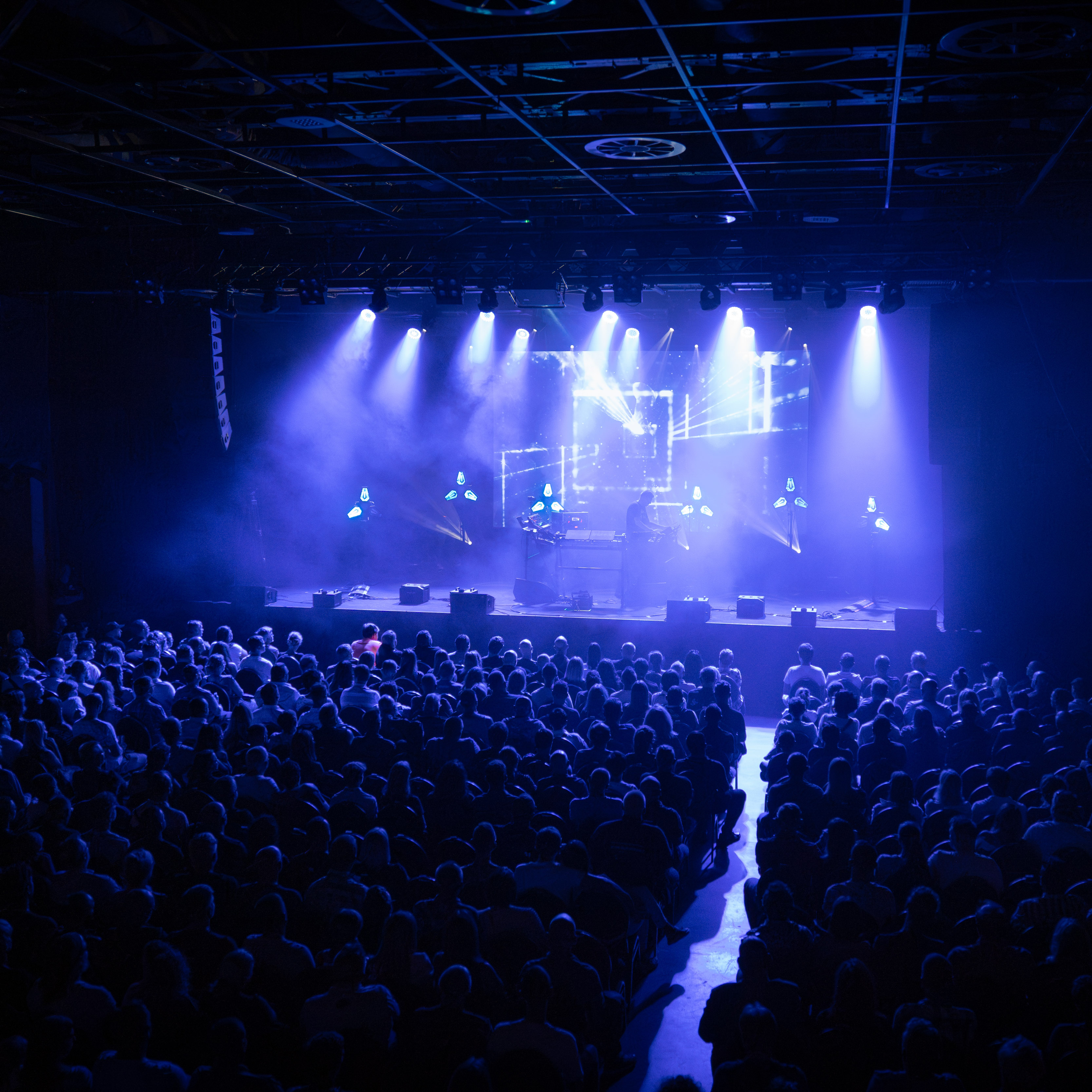
Madis podczas koncertu w klubie Studio w Krakowie

- 19 września 2019 – European ROVER CHALLENGE – Kielce, Polska
- 20 grudnia 2020 – MADIS ON THE MOON – Miasto Ogrodów, Katowice, Polska
- 12 grudnia 2021 – DIGITAL CONSTELLATIONS – Miasto Ogrodów, Katowice, Polska
- 22 lipca 2022 – MADIS LIVE @ SILESIAN PLANETARIUM – Planetarium śląskie, Chorzów, Polska
- 29 września 2022 – TASTEN Festival – Herdecke, Niemcy
- 8 września 2023 – Plains of Elysium TOUR – Klub „Stodoła”, Warszawa, Polska
- 9 września 2023 – Plains of Elysium TOUR – Klub Studio, Kraków, Polska
- 15 września 2023 – Plains of Elysium TOUR - Klub B17, Poznań, Polska
- 16 września 2023 – Plains of Elysium TOUR – Centrum Koncertowe A2, Wrocław, Polska
- 25 maja 2024 – COSMICON – Planetarium Śląskie, Chorzów, Polska
- 24.05.2025 – COSMICON - Planetarium Śląskie, Chorzów, Polska